# Max von Pettenkofer-Institut
Das Max-von-Pettenkofer-Institut (Eigenschreibweise: Max von Pettenkofer-Institut) ist ein Forschungs- und Universitätslabor für Hygiene und Medizinische Mikrobiologie der Ludwig-Maximilians-Universität München in München. Es führt Laboruntersuchungen zu Infektionskrankheiten aller Art durch. Außerdem hygienisch-mikrobiologische Untersuchungen zur Qualitätssicherung in medizinischen Einrichtungen gemäß der Richtlinie für Krankenhaushygiene und Infektionsprävention.
Durch die Veröffentlichung von Forschungsergebnissen im Bereich der Infektionskrankheiten findet das Institut internationale Beachtung.

## Geschichte
Das Institut hat seine Wurzeln im Institut für Hygiene, dessen erster Direktor ab 1865 Max von Pettenkofer war. Aus epidemiologischen Analysen der Choleraepidemien in München (1836/37 und 1853/54) schloss er, dass die Bodenqualität durch Zentralisierung der Abwasserkanalisation und der Trinkwasserversorgung wesentlich verbessert werden kann und so München von Typhus und Cholera befreit wird. München verdankt deshalb Pettenkofer seine Kanalisation und eine zentrale Trinkwasserversorgung. Gegen Ende des 19. Jahrhunderts galt München als eine der saubersten Städte Europas. Der Nutzen wurde am Ende des 19. Jahrhunderts sichtbar, als die Cholera in Hamburg ausbrach, München aber verschont blieb. Max von Pettenkofer gilt als Begründer der Hygiene und als Wegbereiter der Umweltmedizin, was in der Gründung dieses ersten Hygieneinstituts an einer Universität weltweit seine Umsetzung fand.
1996 wurde ein Lehrstuhl für Virologie und ein Lehrstuhl für Bakteriologie eingerichtet. Vera Preac-Mursic war bis 1994 langjährige Leiterin der bakteriologischen Abteilung des Max von Pettenkofer-Institutes. Unter ihrer Leitung erforschte die Münchner Arbeitsgruppe die Borrelia burgdorferi, des Erregers der Lyme-Borreliose. Mit der Anzüchtung einer großen Zahl von Stämmen aus Patientenproben erhielt das Max-von-Pettenkofer-Institut eine wertvolle Stammsammlung, die die Heterogenität von Borrelia burgdorferi erforschte, wodurch es eines der weltweit führenden Institute auf diesem Spezialgebiet wurde. Am Max-von-Pettenkofer-Institut wurde daraufhin das Nationale Referenzzentrum für Borrelien etabliert.
Den Lehrstuhl Virologie hat seit 2015 Prof. Dr. med. Oliver T. Keppler inne. Seitdem ist auch das Nationale Referenzzentrum für Retroviren am Max von Pettenkofer-Institut angesiedelt. Der Forschungsschwerpunkt von Prof. Keppler liegt unter anderem auf HIV-1. Eine bedeutende Stammsammlung mit unter anderem HIV-1 Gruppe O- sowie HIV-2-Stämmen wird am NRZ für Retroviren geführt.

## Forschung
Forschungsschwerpunkte sind:
- bakterielle Infektionen des Gastrointestinaltraktes, Aspergillen, Helicobacter, Pseudomonas, Yersinien, zelluläre Mikrobiologie
- DNA-Viren: Herpesviren, Adenoviren
- RNA-Viren: Paramyxoviridae, Rhabdoviren, Coronaviridae

## Labor
Im Laborbereich Hygiene werden folgende Untersuchungen durchgeführt:
- Hygienisch-mikrobiologische Untersuchungen zur Qualitätssicherung der Hygiene in medizinischen Einrichtungen (vor allem in Kliniken und Arzt- oder Zahnarzt-Praxen) gemäß der Richtlinie für Krankenhaushygiene und Infektionsprävention des Robert Koch-Instituts[8]
- Hygienisch-mikrobiologische Untersuchungen von Wasserproben nach der Trinkwasserverordnung und anderen Regelwerken (Wasserhygiene)[9]

Die Klinische Virologie bietet ein umfassendes Untersuchungsspektrum, das alle relevanten humanpathogenen Viren beinhaltet.
Im Bereich Klinische Mikrobiologie werden Patientenproben, wie Blutkulturen, Urine, Materialien aus dem Respirationstrakt, Abstriche und Gewebeproben aller Art aus allen Körperregionen sowie Stuhlproben untersucht. Es werden alle konventionellen Verfahren der bakteriologischen Diagnostik angeboten. Diese umfassen die Mikroskopie, auch als Schnelldiagnostik, die kulturelle Anzucht unter aeroben und anaeroben Bedingungen, die Identifizierung der Erreger und die Empfindlichkeitsprüfung von relevanten Bakterien gegen alle in der Arzneimittelliste des KUM geführten Antibiotika. Die molekularbiologische Diagnostik des Max von Pettenkofer-Instituts erlaubt den direkten PCR-gestützten Nachweis von humanpathogenen Erregern (darunter z. B. Borrelien, Mycoplasmen).
Weiteres: Tuberkulose-Diagnostik, serologische Untersuchungen

## Persönlichkeiten
Direktoren oder Mitarbeiter des Instituts waren:
- Max von Pettenkofer
- Hans Buchner
- Max von Gruber
- Karl Kißkalt
- Alfred Nissle
- Wilhelm Prausnitz
- Alexander S. Kekulé
- Karl Süpfle
- Gustav Wolffhügel
- Friedrich Deinhardt
- George Gee Jackson
- Hermann Eyer
- Karl-Heinz Schleifer
- Lutz Gürtler
- Ludwig Heim
- Jürgen Heesemann[12]
- Sebastian Suerbaum (Bakteriologie)[13]
- Oliver T. Keppler (Virologie)[14]

## Namensgleichheit
1953 bis 1994 trug auch ein Institut des Bundesgesundheitsamtes den Namen Max von Pettenkofer-Institut.